# 슈호샤

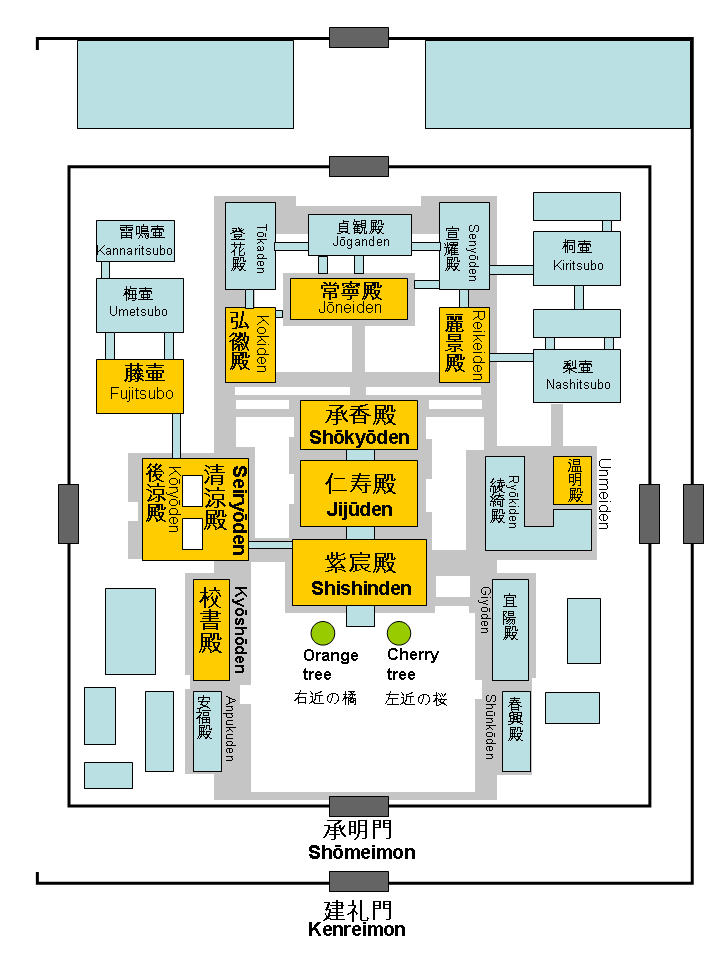

슈호샤/시호샤 (일본어: 襲芳舎 しゅうほうしゃ/しほうしゃ[*])는 헤이안고쇼의 후궁인 칠전오사 중 하나이다. 
정원에 벽력 나무 (낙뢰를 맞은 나무를 그대로 방치한 것)가 있었다고도 하고, 또는 뇌명 때 천황이 피난해, 타키구치노 무샤에게 메이겐시켰다고도 하여, 그래서 칸나리노츠보(雷鳴壺)라고도 한다. 다이리의 북서쪽에 위치하고있고, 교카샤의 북쪽에 있다.
본래, 후궁의 일부였지만, 동궁의 고쇼로 쓰이기도 하고, 이웃한 교카사의 후비를 섬기는 뇨보의 처소가 되기도 하였으며, 가합이 이루어진 기록도 남아있다 (고금집).